# نیروی دریایی بولیوی
نیروی دریایی بولیوی (اسپانیایی: Armada Boliviana‎) نیروی دریایی زیرمجموعه نیروهای مسلح بولیوی است. بولیوی با وجود اینکه یک کشور محصور در خشکی می‌باشد، دارای نیروی دریایی است.
نیروی دریایی بولیوی شاخه ای از نیروهای مسلح بولیوی است. تا سال ۲۰۰۸، نیروی دریایی بولیوی تقریباً ۵۰۰۰ پرسنل داشت. اگرچه بولیوی از زمان جنگ اقیانوس آرام و پیمان صلح و دوستی (۱۹۰۴) محصور در خشکی بود، بولیوی در ژانویه ۱۹۶۳ نیروی رودخانه و دریاچه (Fuerza Fluvial y Lacustre) را زیر نظر وزارت دفاع ملی تأسیس کرد. این شامل چهار قایق بود که از ایالات متحده تهیه می‌شد و ۱۸۰۰ پرسنل عمدتاً از ارتش بولیوی استخدام می‌شدند. نیروی دریایی بولیوی در ژانویه ۱۹۶۶ به نیروی دریایی بولیوی (Fuerza Naval Boliviana) تغییر نام داد، اما از آن زمان به بعد نیروی دریایی بولیوی (Armada Boliviana) نیز نامیده شد. این کشور در سال ۱۹۶۳ به شاخه ای جداگانه از نیروهای مسلح تبدیل شد. بولیوی رودخانه‌های بزرگی دارد که شاخه‌های آمازون هستند و برای جلوگیری از قاچاق و قاچاق مواد مخدر گشت زنی می‌کنند. بولیوی همچنین در دریاچه Titicaca، مرتفع‌ترین دریاچه قابل کشتیرانی جهان، که این کشور با پرو مشترک است، حضور دریایی دارد.
بولیوی محصور در خشکی با از دست دادن سواحل خود در جنگ با شیلی، تا امید به بازیابی سواحل خود نیروس دریایی خود را پایرجا نگه داشته‌است. نیروی دریایی بولیوی در بسیاری از رژه‌ها و فعالیت‌های دولتی شرکت می‌کند، اما چیزی بیشتر از دیا دل مار (روز دریا) نیست که در آن بولیوی، هر سال، ادعای خود را برای دسترسی نامشخص مستقل به دریا تأیید می‌کند.
بولیوی ادعا می‌کند که این کشور در زمان استقلال در سال ۱۸۲۵ به دریا دسترسی داشته‌است. در معاهده مرزی ۱۸۶۶ بین شیلی و بولیوی، طرف‌های درگیر در مورد خط مرزی توافق کردند که یک دسترسی دریایی برای بولیوی به رسمیت شناخته شده توسط شیلی ایجاد شود. در جنگ اقیانوس آرام (۱۸۷۹–۱۸۸۳) شیلی پرو و بولیوی را شکست داد و بخش لیتورال را که تمام خط ساحلی بولیوی را شامل می‌شد فتح کرد. احیای سواحل آن در بولیوی یک موضوع افتخار است و بر بسیاری از اقدامات سیاسی و تصمیمات تجاری امروزی تأثیر می‌گذارد.
در سال ۲۰۱۰، پرو در یک قرارداد ۹۹ ساله به بولیوی «تسهیلات اسکله، منطقه آزاد تجاری و فضایی برای فعالیت‌های اقتصادی» به همراه گزینه «ساخت ضمیمه ساحل اقیانوس آرام برای مدرسه نیروی دریایی بولیوی» را اعطا کرد.